# Tiểu thuyết lãng mạn
Tiểu thuyết lãng mạn là một thuật ngữ để mô tả dòng văn xuôi (hoặc đôi khi văn vần) khai thác mối quan hệ tình cảm, tình dục giữa người với người, luôn hướng độc giả đến sự rung cảm chân thành nhất. Tiểu thuyết lãng mạn của Trung Quốc thường được gọi là ngôn tình. 

## Đặc trưng

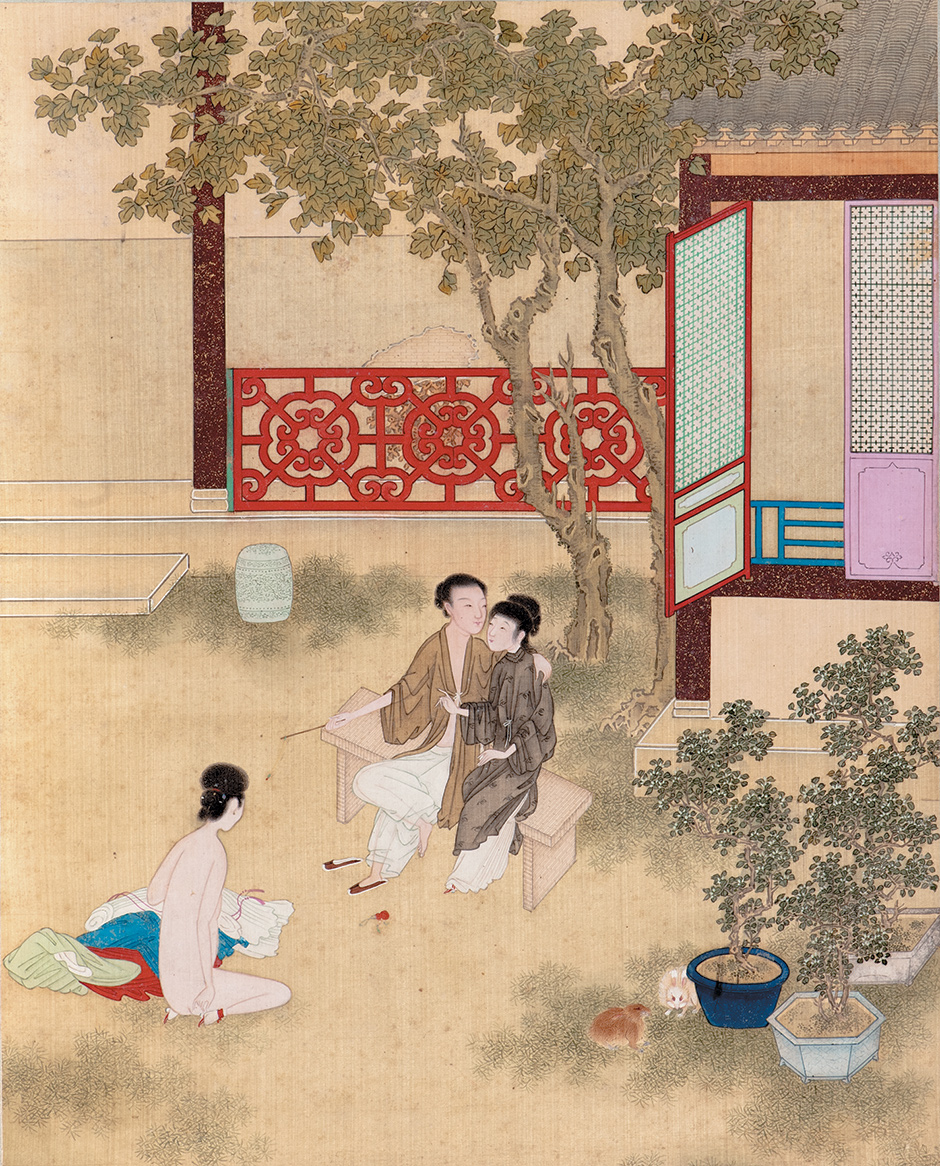
Cảnh trăng hoa trong kiệt tác Kim Bình Mai.

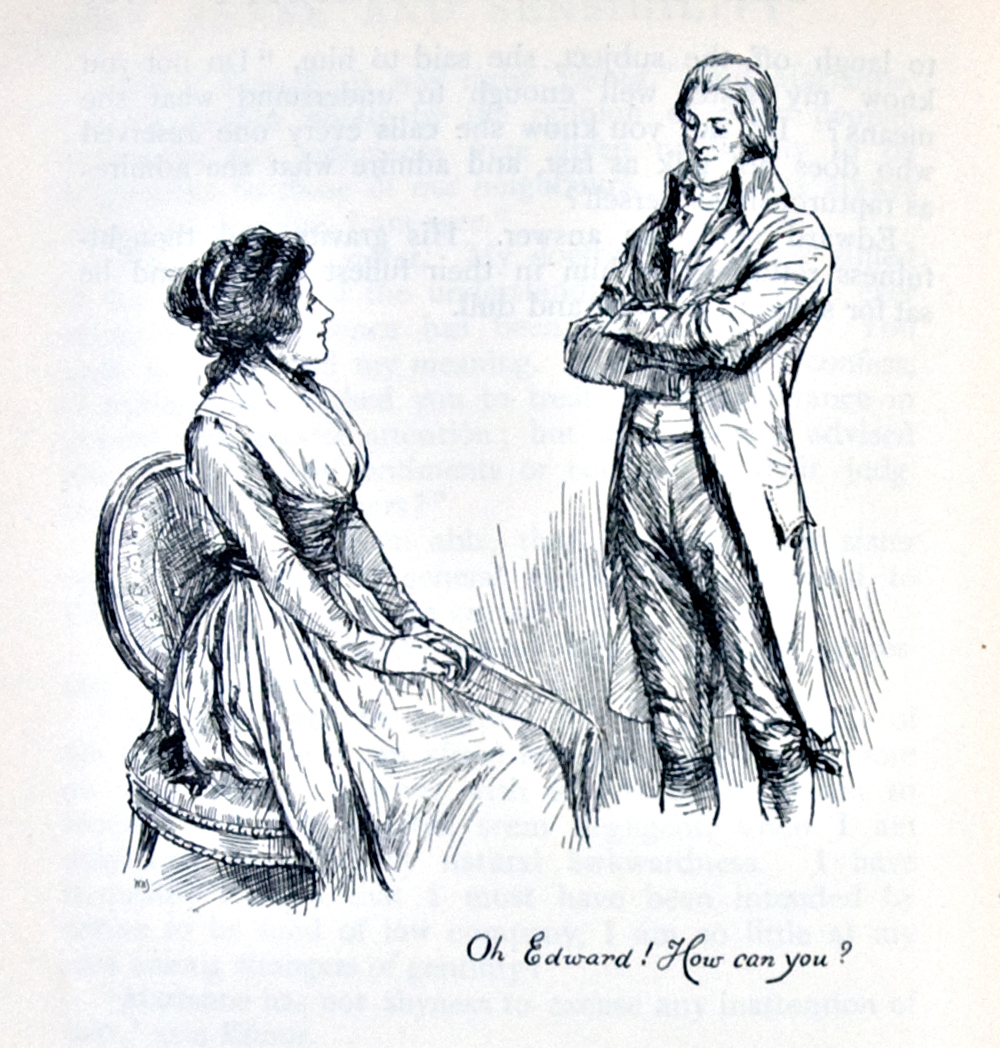
"Oh Edward! How can you?", a late 19th-century illustration from Lý trí và tình cảm (1811) by Jane Austen, a pioneer of the genre.

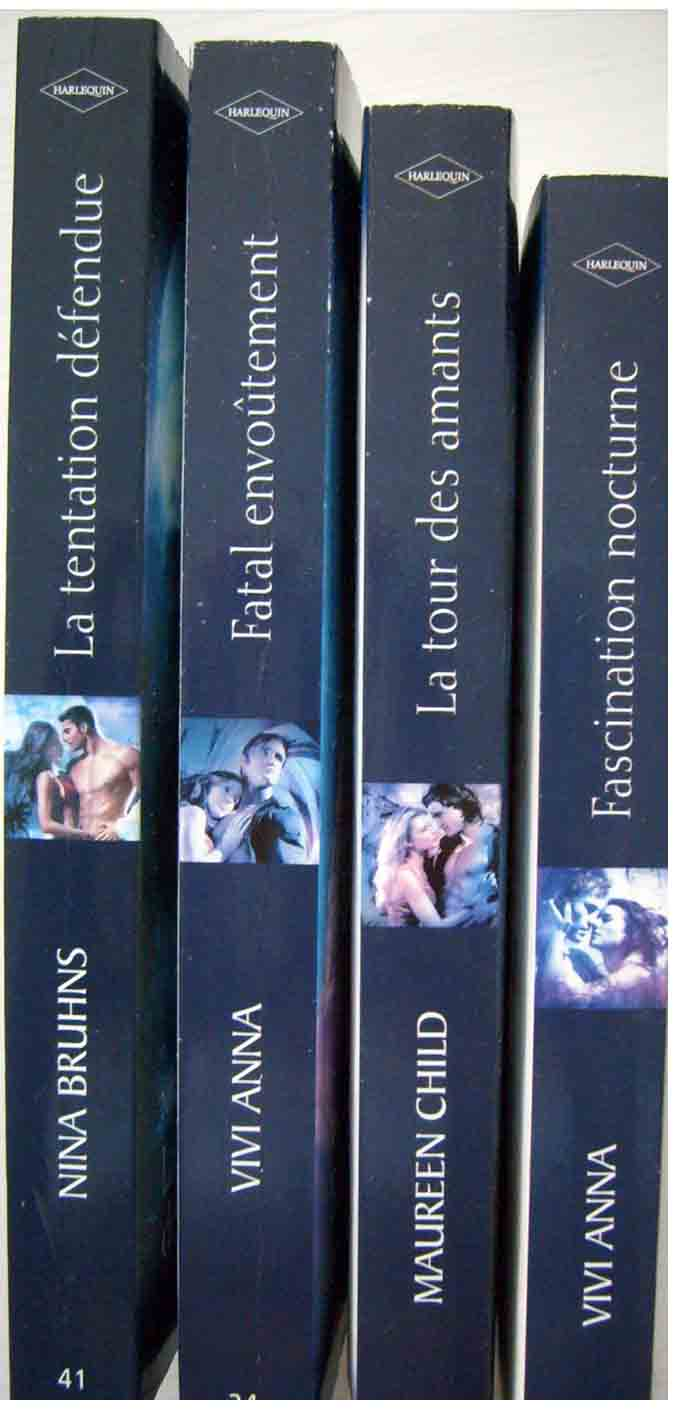
Harlequin novels.

Theo cách phân loại của giới nghiên cứu văn chương Trung Hoa, thứ tiểu thuyết này đôi khi được liệt vào hạng khiêu dâm. Mặc dù chưa từng được coi là thuật ngữ khoa học, nhưng đây là "thể loại phổ biến và ít được tôn trọng nhất". Các hình thức đầu tiên của tiểu thuyết lãng mạn đã tồn tại từ lâu trong lịch sử và được định danh theo nhiều cách khác nhau.
| Biệt ngữ                  | Ngoại văn                          | Xuất xứ    |
| ------------------------- | ---------------------------------- | ---------- |
| Tiểu thuyết hoa tình      | 花情小說                           | Trung Hoa  |
| Tiểu thuyết phong tình    | 風情小說                           | Trung Hoa  |
| Tiểu thuyết diễm tình     | 豔情小說                           | Trung Hoa  |
| Tiểu thuyết ái tình [sử]  | 愛情小說 羅曼史小說                | Trung Hoa  |
| Tiểu thuyết diễm tình     | 豔情小說                           | Trung Hoa  |
| Tiểu thuyết sắc tình      | 色情小說                           | Trung Hoa  |
| Tiểu thuyết ngôn tình     | 言情小說                           | Trung Hoa  |
| Tiểu thuyết lãng mạn      | Romance novels 浪漫小說            | Bồ Đào Nha |
| Tiểu thuyết nước hoa hồng | Roman à l'eau de rose 玫瑰香水小說 | Pháp       |
| Tiểu thuyết tình cảm      | Roman sentimental 感傷小說         | Pháp       |

## Tiêu biểu

### Châu Âu
- Romeo và Juliet của William Shakespeare
- La princesse de Clèves của Mme de La Fayette
- Corinne ou l'Italie của Mme de Staël
- Le diable au corps của Raymond Radiguet
- Tristan và Iseut của André Mary
- Paul và Virginie của Bernardin de Saint-Pierre
- Mỹ nhân của lãnh chúa của Albert Cohen
- Chuyện chàng nàng của George Sand
- Đỏ và đen của Stendhal
- Đồi gió hú của Emily Brontë

### Châu Mỹ
- Cuốn theo chiều gió của Margaret Mitchell
- Trăm năm cô đơn của Gabriel García Márquez
- Tereza Batista mệt mỏi vì tranh đấu của Jorge Amado

### Châu Á
- Nguyên Thị vật ngữ của Tử Thức Bộ
- Nhục bồ đoàn của Lý Ngư
- Kim Bình Mai của Lan Lăng Tiếu Tiếu sinh
- Hồng lâu mộng của Tào Triêm
- Xuân Hương truyện của Nặc Danh Thị
- Tố Tâm của Hoàng Ngọc Phách
- Chân trời tím của Văn Quang
- Yêu của Chu Tử
- Vòng tay học trò của Nguyễn Thị Hoàng
- Cầm thư quán của Hà Thủy Nguyên

### Châu Úc
- Tiếng chim hót trong bụi mận gai của Colleen McCulough
- Trở về Eden của Rosalind Miles

### Tư liệu
1. ↑  "The Romance Genre Overview". Romance Writers of America. Truy cập ngày 26 tháng 11 năm 2013.
2. ↑  "The most popular and least respected genre", Pamela Regis, A Natural History of the Romance Novel
3. ↑  Regis, Pamela (2007). A Natural History of the Romance Novel. University of Pennsylvania Press.